# Bettina Gruber
Bettina Gruber (* 31. Januar 1985 in Rossa) ist eine ehemalige Schweizer Skilangläuferin.

## Karriere
Gruber nahm von 2001 bis 2014 an Wettbewerben der Fédération Internationale de Ski (FIS) teil. Bei den Juniorenweltmeisterschaften 2003 im schwedischen Sollefteå wurde sie 18. im Massenstartrennen über 15 Kilometer und 41. im Sprint. Bei den Junioren-Weltmeisterschaften 2004 im norwegischen Stryn wurde sie 30. im Massenstart über 15 Kilometer, 34. im Sprint und 56. im Freistilrennen über fünf Kilometer. Bei ihren letzten Junioren-Weltmeisterschaften 2005 im finnischen Rovaniemi belegte sie im Sprint den 31. und in der Verfolgung über 2 × 5 Kilometer den 45. Platz.
Ihr erstes Weltcuprennen machte sie im Februar 2006 in Davos, das sie mit dem 50. Rang im Sprint beendete. Bei der Winter-Universiade 2007 im italienischen Pragelato erreichte sie im Sprint den Endlauf, in dem sie Sechste wurde, während sie über fünf Kilometer in der freien Technik 47. wurde. Ihre ersten Weltcuppunkte holte sie Ende Januar 2009 in Rybinsk mit dem 29. Rang im Sprint. Die folgende Winter-Universiade 2009 im chinesischen Yabuli wurde ihr erfolgreichster internationaler Event: Mit Platz zwei im Sprint konnte sie ihre einzige internationale Einzelmedaille gewinnen. Zudem wurde sie Vierte in der Verfolgung über zehn Kilometer und Fünfte mit der Schweizer Studentinnenstaffel. Ihr bestes Weltcupeinzelergebnis erreichte sie in Rybinsk im Januar 2010 mit dem 12. Rang im Sprint. Die Saison 2009/10 beendete sie auf dem 73. Platz in der Weltcupgesamtwertung und dem 46. Platz in der Sprintwertung. Bei der nordischen Skiweltmeisterschaft 2013 in Val di Fiemme belegte sie den 46. Rang im Sprint und den 11. Platz im Teamsprint. Bei den Olympischen Winterspielen 2014 in Sotschi erreichte sie den siebten Platz im Teamsprint. Nach der Saison 2013/14 beendete sie ihre Karriere.

## Weltcup-Statistik
Die Tabelle zeigt die erreichten Platzierungen im Einzelnen.
- 1.–3. Platz: Anzahl der Podiumsplatzierungen
- Top 10: Anzahl der Platzierungen unter den ersten zehn
- Punkteränge: Anzahl der Platzierungen innerhalb der Punkteränge
- Starts: Anzahl gelaufener Rennen in der jeweiligen Disziplin
- Hinweis: Bei den Distanzrennen erfolgt die Einordnung gemäss FIS.

| Platzierung         | Distanzrennen a | Distanzrennen a | Distanzrennen a | Distanzrennen a | Distanzrennen a | Skiathlon Verfolgung | Sprint | Etappen- rennen b | Gesamt | Team c | Team c  |
| Platzierung         | ≤ 5 km          | ≤ 10 km         | ≤ 15 km         | ≤ 30 km         | > 30 km         | Skiathlon Verfolgung | Sprint | Etappen- rennen b | Gesamt | Sprint | Staffel |
| ------------------- | --------------- | --------------- | --------------- | --------------- | --------------- | -------------------- | ------ | ----------------- | ------ | ------ | ------- |
| 1. Platz            |                 |                 |                 |                 |                 |                      |        |                   |        |        |         |
| 2. Platz            |                 |                 |                 |                 |                 |                      |        |                   |        |        |         |
| 3. Platz            |                 |                 |                 |                 |                 |                      |        |                   |        |        |         |
| Top 10              |                 |                 |                 |                 |                 |                      |        |                   |        | 8      |         |
| Punkteränge         |                 | 1               |                 |                 |                 |                      | 11     |                   | 12     | 9      |         |
| Starts              | 1               | 5               |                 |                 |                 |                      | 33     |                   | 39     | 9      |         |
| Stand: Karriereende |                 |                 |                 |                 |                 |                      |        |                   |        |        |         |